# Ilma Rakusa

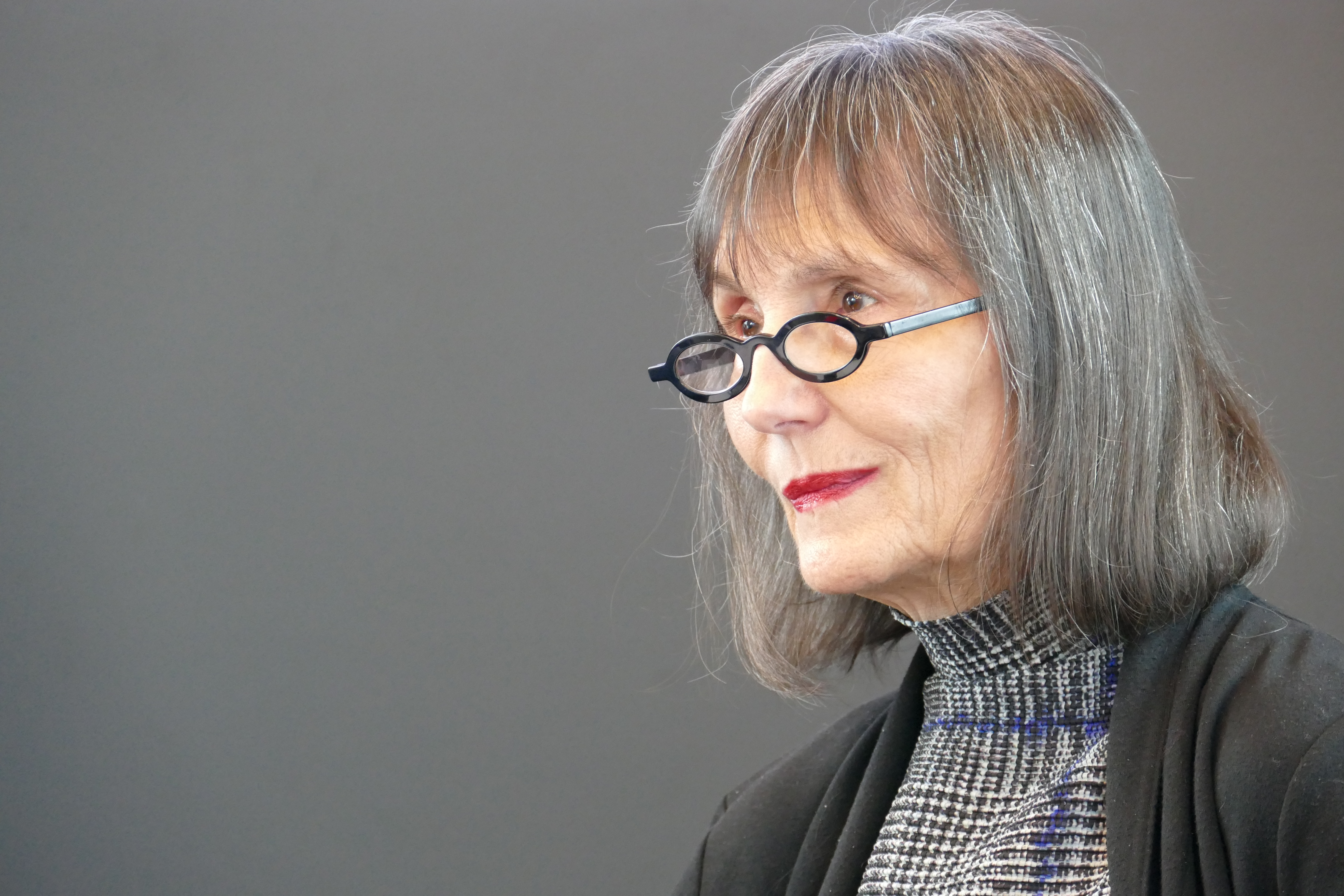
Ilma Rakusa bei Fokus Lyrik 2019 in Frankfurt

Ilma Rakusa (* 2. Januar 1946 in Rimavská Sobota, Tschechoslowakei) ist eine Schweizer Literaturwissenschaftlerin, Schriftstellerin und Literaturübersetzerin.

## Leben
Ilma Rakusa ist die Tochter eines slowenischen Vaters und einer ungarischen Mutter. Ihre frühe Kindheit verbrachte sie in Budapest, Ljubljana und Triest. 1951 liess sich die Familie in der Schweiz nieder. Rakusa besuchte die Volksschule und das Gymnasium in Zürich. Nach der Matura studierte sie von 1965 bis 1971 Slawistik und Romanistik in Zürich, Paris und Leningrad. 1971 wurde sie mit einer literaturwissenschaftlichen Arbeit zum Thema „Studien zum Motiv der Einsamkeit in der russischen Literatur“ zum Doktor der Philosophie promoviert. Von 1971 bis 1977 war sie Assistentin am Slawischen Seminar der Universität Zürich, an der sie von 1977 bis 2006 als Lehrbeauftragte wirkte. Rakusa ist als Übersetzerin aus dem Französischen, Russischen, Serbokroatischen und Ungarischen und als Publizistin (Neue Zürcher Zeitung und Die Zeit) tätig. Heute lebt Rakusa als freie Schriftstellerin in Zürich.
Rakusa ist Mitglied der Deutschen Akademie für Sprache und Dichtung in Darmstadt sowie der Fachjury des Zuger Übersetzer-Stipendiums.
Ihr Archiv befindet sich im Schweizerischen Literaturarchiv in Bern.

## Auszeichnungen und Ehrungen
- 1987: Hieronymusring des VdÜ; sie gab ihn weiter an Sylvia List
- 1991: Petrarca-Übersetzerpreis
- 1995: Swiss Writer-in-residence Max Kade Institute USC Los Angeles
- 1998: Leipziger Buchpreis zur Europäischen Verständigung (Anerkennungspreis)
- 1998: Schillerpreis der Zürcher Kantonalbank
- 2003: Pro Cultura Hungarica
- 2003: Adelbert-von-Chamisso-Preis
- 2004: Johann-Jakob-Bodmer-Medaille der Stadt Zürich
- 2005: Preis des internationalen Literaturfestival Vilenica (SLO)
- 2005 Chamisso-Poetikdozentur des Mitteleuropazentrums der Technischen Universität Dresden und der Sächsischen Akademie der Künste
- 2009: Schweizer Buchpreis für Mehr Meer. Erinnerungspassagen.
- 2010/2011: Fellow am Wissenschaftskolleg zu Berlin
- 2015: Manès-Sperber-Preis[1]
- 2017: Berliner Literaturpreis
- 2019: Kleist-Preis[2]
- 2023: Kulturelle Auszeichnung der Stadt Zürich[3]
- 2025: Goldene Ehrenmedaille des Kantons Zürich[4]
- 2025: Johann-Heinrich-Merck-Preis[5]

## Thematik und Stil
In Einsamkeit mit rollendem ‚r‘ (2014) beschreibt Rakusa „emphatische Begegnungen, die so flüchtig sind wie die Orte, an denen diese Menschen zusammenfinden, um wieder auseinanderzugehen. Sie berichtet von Menschen, die – wie sie selbst – stets auf gepackten Koffern sitzen.“ In der Lyrik erinnern Rakusas schlanke Parataxen zuweilen an die Rhythmen des Rap, auch der Prosa- und Essaystil ist von Musikalität durchdrungen.

## Werke (Auswahl)
- Studien zum Motiv der Einsamkeit in der russischen Literatur. Dissertation. Herbert Lang, Bern 1973.
- Sinai. Bild-Text Buch, Howeg, Zürich 1980.
- Die Insel. Erzählung, Suhrkamp, Frankfurt 1982.
- Miramar. Erzählungen. Suhrkamp, Frankfurt 1986.
- Leben. 15 Akronyme. Howeg, Zürich 1990.
- Steppe. Erzählungen. Suhrkamp, Frankfurt 1990.
- mit Regine Walter: Les mots, morts. Gedichte. Howeg, Zürich 1992.
- Jim. Sieben Dramolette. Suhrkamp, Frankfurt 1993.
- Farbband und Randfigur. Vorlesungen zur Poetik. Droschl, Graz 1994.
- Ein Strich durch alles. 90 Neunzeiler. Suhrkamp, Frankfurt 1997[8]
- Love after love. Acht Abgesänge. Suhrkamp, Frankfurt  2001, ISBN 3-518-12251-7.
- Von Ketzern und Klassikern. Streifzüge durch die russische Literatur. Suhrkamp, Frankfurt  2003, ISBN 3-518-12325-4.
- Langsamer! Gegen Atemlosigkeit, Akzeleration und andere Zumutungen. 3. Auflage. Droschl, Graz 2006, ISBN 3-85420-692-5.
- Stille. Zeit. Essays. Tartin Editionen, Salzburg 2005.
- Durch Schnee. Erzählungen und Prosaminiaturen (mit einem Nachwort von Kathrin Röggla), Suhrkamp, Frankfurt 2006, ISBN 3-518-45794-2.
- Zur Sprache gehen (Dresdner Chamisso-Poetikvorlesungen 2005). Thelem Universitätsverlag, Dresden 2006, ISBN 3-937672-49-4.
- Garten, Züge. Eine Erzählung und 10 Gedichte. Edition Thanhäuser, Ottensheim 2006.
- Laudatio für Peter Waterhouse. Anlässlich der Verleihung des Erich Fried Preises an Peter Waterhouse am Sonntag, 25. November 2007, im Literaturhaus in Wien. Online: Laudatio für Peter Waterhouse (Memento vom 10. Januar 2019 im Internet Archive)
- Mehr Meer. Erinnerungspassagen. Droschl, Graz 2009, ISBN 978-3-85420-760-3.[9] Diese Erinnerungen Rakusas wurden in zahlreiche Sprachen übersetzt. Die Autorin wurde für dieses Werk 2009 mit dem Schweizer Buchpreis ausgezeichnet.[7]
- Aufgerissene Blicke. Berlin-Journal. Droschl, Graz 2013, ISBN 978-3-85420-836-5.
- Einsamkeit mit rollendem „r“. Erzählungen. Droschl, Graz 2014, ISBN 978-3-85420-953-9.
- Autobiographisches Schreiben als Bildungsroman. Stefan Zweig Poetikvorlesung. Sonderzahl, Wien 2014. ISBN 978-3-85449-408-9.
- Impressum: Langsames Licht. Gedichte. Droschl, Graz 2016, ISBN 978-3-85420-949-2.
- Listen, Litaneien, Loops. Zwischen poetischer Anrufung und Inventur. Münchner Reden zur Poesie. Herausgegeben von Holger Pils und Frieder von Ammon. Lyrik Kabinett, München 2016, ISBN 978-3-938776-42-1.
- Mein Alphabet. Droschl, Graz 2019, ISBN 978-3-99059-032-4.
- Kein Tag ohne. Gedichte. Droschl, Graz 2022, ISBN 978-3-99059-117-8.
- Künstlerinnenpublikation in Zusammenarbeit mit der Fotografin Katalin Deér zur Ausstellung 'NOTES ON KIM LIM' von Daiga Grantina, Kunstmuseum Appenzell, 2025[10]

### Als Herausgeberin
- mit Felix Philipp Ingold: Gedichte an Gott sind Gebete. Arche, Zürich 1972
- mit Felix Philipp Ingold: Alexander Solschenizyn: Kirche und Politik. Arche, Zürich 1973
- Einsamkeiten. Ein Lesebuch. Arche, Zürich 1975.
- mit Hugo Schmid: Russische Kinder. Arche, Zürich 1979.
- Dostojewskij in der Schweiz. Ein Reader. Insel, Frankfurt 1981
- Marguerite Duras. Materialienband. Suhrkamp, Frankfurt 1988.
- Anna Achmatova: Gedichte. Suhrkamp, Frankfurt 1988
- Danilo Kiš: „Homo poeticus“. Gespräche und Essays. Hanser, München 1994
- Joseph Brodsky: Haltestelle in der Wüste. Gedichte, Suhrkamp, Frankfurt 1997
- Marina Zwetajewa: Versuch, eifersüchtig zu sein. Gedichte. Suhrkamp, Frankfurt 2002
- mit Ursula Keller: Europa schreibt. Essays aus 33 europäischen Ländern, Edition Körber-Stiftung, Hamburg 2003
- mit Mohammed Bennis: „Die Minze erblüht in der Minze.“ Arabische Dichtung der Gegenwart. Carl Hanser, München 2007.
- Danilo Kiš: Familienzirkus. Die großen Romane. Carl Hanser, München 2014.
- Marina Zwetajewa: Gesammelte Werke. Suhrkamp, Berlin.
  - Band 1: »Ich schicke meinen Schatten voraus«. Prosa. Übersetzt von Elke Erb, Ilma Rakusa, Margret Schubert und Marie-Luise Bott. 2018, ISBN 978-3-518-42806-1.
  - Band 2: »Lichtregen«. Essays und Erinnerungen. Übersetzt von Nicola Denis, Elke Erb, Rolf-Dietrich Keil, Hans Loose, Olga Radetzkaja, Ilma Rakusa und Ilse Tschörtner. 2020, ISBN 978-3-518-42932-7, Rezension.[11]
  - Band 3: »Ich sehe alles auf meine Art«. Aus den unveröffentlichten Notizbüchern. Übersetzt von Ilma Rakusa. 2022, ISBN 978-3-518-43093-4.

### Übersetzungen
Rakusa wurde vor allem als Übersetzerin von Marguerite Duras aus dem Französischen, Marina Zwetajewa aus dem Russischen, Imre Kertész und Péter Nádas aus dem Ungarischen und Danilo Kiš aus dem Serbokroatischen bekannt.
- Marguerite Duras:
  - Im Sommer abends um halb elf. Suhrkamp, Frankfurt am Main 1990, ISBN 3-518-40230-7.
  - Der Liebhaber. Suhrkamp, Frankfurt am Main 1985, ISBN 3-518-03243-7.
  - Sommer 1980. Suhrkamp, Frankfurt am Main 1984, ISBN 3-518-11205-8.
  - Das tägliche Leben. Suhrkamp, Frankfurt am Main 1988, ISBN 3-518-11508-1.
- Leslie Kaplan: Das Buch der Himmel. Gedichte. Ferdydurke, Zürich 1991, ISBN 3-905604-02-7.
- Imre Kertész: Ich, ein anderer. Rowohlt, Berlin 1998, ISBN 3-87134-334-X.
- Péter Nádas: Ohne Pause. Rowohlt, Reinbek bei Hamburg 1999, ISBN 3-499-22578-6.
- Danilo Kiš:
  - Ein Grabmal für Boris Dawidowitsch. Suhrkamp, Frankfurt am Main 1986, ISBN 3-518-01928-7.
  - Der Heimatlose. Hanser, München 1996, ISBN 3-446-18758-8.
  - Sanduhr. Hanser, München 1988, ISBN 3-446-14276-2.
  - mit Peter Urban: Die mechanischen Löwen. Hanser, München 2007, ISBN 978-3-446-20832-2.
- Michail M. Prischwin: Meistererzählungen. Manesse, Zürich 1988, ISBN 3-7175-1752-X.
- Alexej Remisow:
  - Die Geräusche der Stadt. Suhrkamp, Frankfurt am Main 1996, ISBN 3-518-22204-X.
  - Der goldene Kaftan und andere russische Märchen. Manesse, Zürich 1981, ISBN 3-7175-1600-0.
- Marina Zwetajewa:
  - »Ich sehe alles auf meine Art«. Aus den unveröffentlichten Notizbüchern. (= Gesammelte Werke, Bd. 3). Suhrkamp, Berlin 2022, ISBN 978-3-518-43093-4.
  - Ein Abend nicht von dieser Welt. Suhrkamp, Frankfurt am Main 1999, ISBN 3-518-22317-8.
  - Im Feuer geschrieben. Ein Leben in Briefen. Suhrkamp, Frankfurt am Main 1992, ISBN 3-518-40493-8.
  - Mutter und die Musik. Autobiographische Prosa. Suhrkamp, Frankfurt am Main 1987, ISBN 3-518-01941-4.
  - Phoenix. Versdrama in drei Bildern. Suhrkamp, Frankfurt am Main 1990, ISBN 3-518-22057-8.
  - mit Felix Philipp Ingold: Prosa. Benziger, Zürich 1973.
- Anton Tschechow: Die Möwe. Burgtheater Wien 2000

## Film
- Spurwechsel. Ein Film vom Übersetzen. Встречное движение. 2003. Zweisprachiger Film von Gabriele Leupold, Eveline Passet,[12] Olga Radetzkaja,[13] Anna Shibarova, Andreas Tretner; russische Untertitel von Studierenden des Instituts für Slawistik der LMU München angefertigt, im Übersetzerseminar von Shibarova. Weitere Mitwirkende sind Sergej Romaško, Swetlana Geier, Michail Rudnizkij, Marina Koreneva,[14] Dorothea Trottenberg, Ilma Rakusa, Tat’jana Baskakova, Solomon Apt, Thomas Reschke. Film, Dauer 1 h 34 m